# Julia Jung
Julia Jung (Haiger; 4 de octubre de 1979) es una nadadora alemana retirada especializada en pruebas de estilo libre media distancia, donde consiguió ser subcampeona mundial en 1994 en los 4x200 metros estilo libre.

## Carrera deportiva
En el Campeonato Mundial de Natación de 1994 celebrado en Roma (Italia), ganó la medalla de plata en los relevos de 4x200 metros estilo libre, con un tiempo de 8:01.37 segundos, tras China (oro con 7:57.96 segundos) y por delante de Estados Unidos (bronce con 8:03.16 segundos).